# 施績
施績（3世紀—270年），又作朱績，字公緒，最初随养祖父为朱姓，三國時期東吳重要將領。

## 生平
因其父朱然為將軍而被任免為官吏，後拜為建忠都尉。其叔父（论血缘应为表叔）朱才病逝，朱績承襲領有其兵，隨太常潘濬討伐五溪，以膽量、能力為人稱道。遷為偏將軍營下督，領治理盜賊之事，執法不偏不倚。魯王孫霸注意到朱績，時常到朱績的官署坐著，想與他結交為友，但朱績卻會立即下地而立，推辭不受。
249年，朱然病逝，朱績承襲家業和當陽侯爵，拜為平魏將軍，樂鄉督。明年，曹魏將領王昶率軍攻打江陵，不克而撤退。朱績與奋威将军諸葛融書信道：「昶遠來疲困，馬無所食，力屈而走，此天助也。今追之力少，可引兵相繼，吾欲破之於前，足下乘之於後，豈一人之功哉，宜同斷金之義。（王昶遠道而來感到疲困，馬無糧可食，沒有辦法而撤走，此實在是天助我們。現今追弱少的他們，可率兵追殺，我想在前攻破他們，你可在後乘勢追擊，豈會是一人之功呢，宜一起有斷金之義。）」諸葛融答應朱績。朱績率兵追殺王昶至紀南，此地離城三十里，朱績先到與敵戰得勝，諸葛融卻沒有推進，朱績最後也因而失利，被王昶用計大敗，鍾離茂、許旻被斬。
孫權對朱績大為嘉許，責怒諸葛融，諸葛融之兄大將軍諸葛恪身為貴冑，所以諸葛融得而不被廢棄。起初，朱績與諸葛恪、諸葛融已不太喜歡對方，直至今次事件，仇怨更深。252年，朱績遷為鎮東將軍。翌年春，諸葛恪進攻新城，要求朱績一起合力，但卻要他留置半州，命諸葛融兼領其任。冬天，諸葛恪、諸葛融被殺害，朱績遂回到樂鄉，被授假節。五鳳年間（254-256），朱績改回原姓，名為施績。257年，拜為驃騎將軍。
後孫綝執掌朝政，大臣們互相差疑，施績怕東吳會有擾亂，而曹魏又會乘機挑釁，便秘密書予蜀漢結交，講述為怕被併吞的憂慮。蜀便派右將軍閻宇率五千兵到白帝城防守，等待施績的消息。太平二年（257年），魏征東大將軍诸葛诞在寿春叛乱，并向东吴求援，魏骠骑将军王昶领兵据守夹石，对江陵施加压力，令当地守将施绩和全熙等不能抽身到寿春支援诸葛诞。永安初年，遷為上大將軍、都護督，由巴丘北上至西陵。元興元年（264年），拜為左大司馬右軍師，建衡二年（270年）四月逝世。

## 特徵
朱績執法不偏不倚，對上司以禮相待，如魯王孫霸坐下，朱績必會站起來，以示尊重。

## 家庭

### 祖父母
- 朱治，本為朱然之舅，後成為養父。為東吳孫家三代元勳。
- 施氏，朱然生父。
- 朱氏，朱然生母，為朱治之姊。

### 父
- 朱然，朱績之父，本為朱治之甥，後收為養子。為東吳的重要將領，繼承呂蒙的位置。

### 叔
- 朱才，朱績二叔。繼承父爵，官至偏將軍。
- 朱紀，朱績三叔。娶了孫策之女，官至校尉。
- 朱緯，朱績四叔。數歲早夭。
- 朱萬，朱績五叔。數歲早夭。

### 女
- 施淑女，施績女兒，記載見巵林、真誥等。

## 評價
三國志評曰：「朱治、呂範以舊臣任用，朱然、朱桓以勇烈著聞，呂據、朱異、施績咸有將領之才，克紹堂構。若範、桓之越隘，得以吉終，至於據、異無此之尤而反罹殃者，所遇之時殊也。」

## 延伸阅读
[在维基数据编辑]
 《三國志·卷56》，出自陳壽《三國志》

| 官衔        | 官衔                     | 官衔        |
| ----------- | ------------------------ | ----------- |
| 前任： 呂岱 | 孫吳上大將軍 258年—264年 | 繼任： 無考 |

| 官衔        | 官衔                       | 官衔        |
| ----------- | -------------------------- | ----------- |
| 前任： 滕胤 | 孫吳大司馬(左) 264年—270年 | 繼任： 陸抗 |